# Fuirena nudiflora
Fuirena nudiflora är en halvgräsart som beskrevs av Stanley Thatcher Blake. Fuirena nudiflora ingår i släktet Fuirena och familjen halvgräs. Inga underarter finns listade i Catalogue of Life.